# Quiche

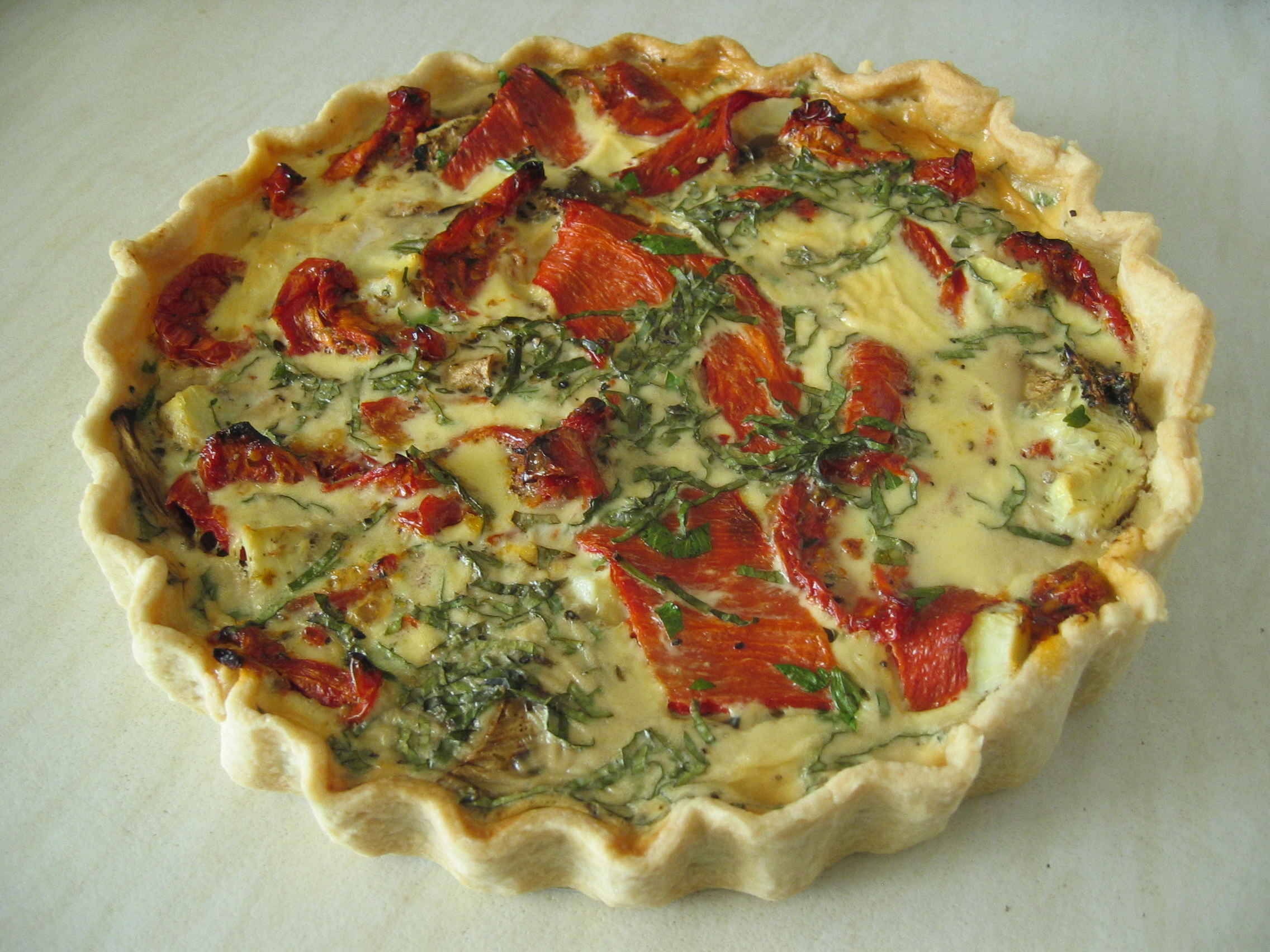
Quiche

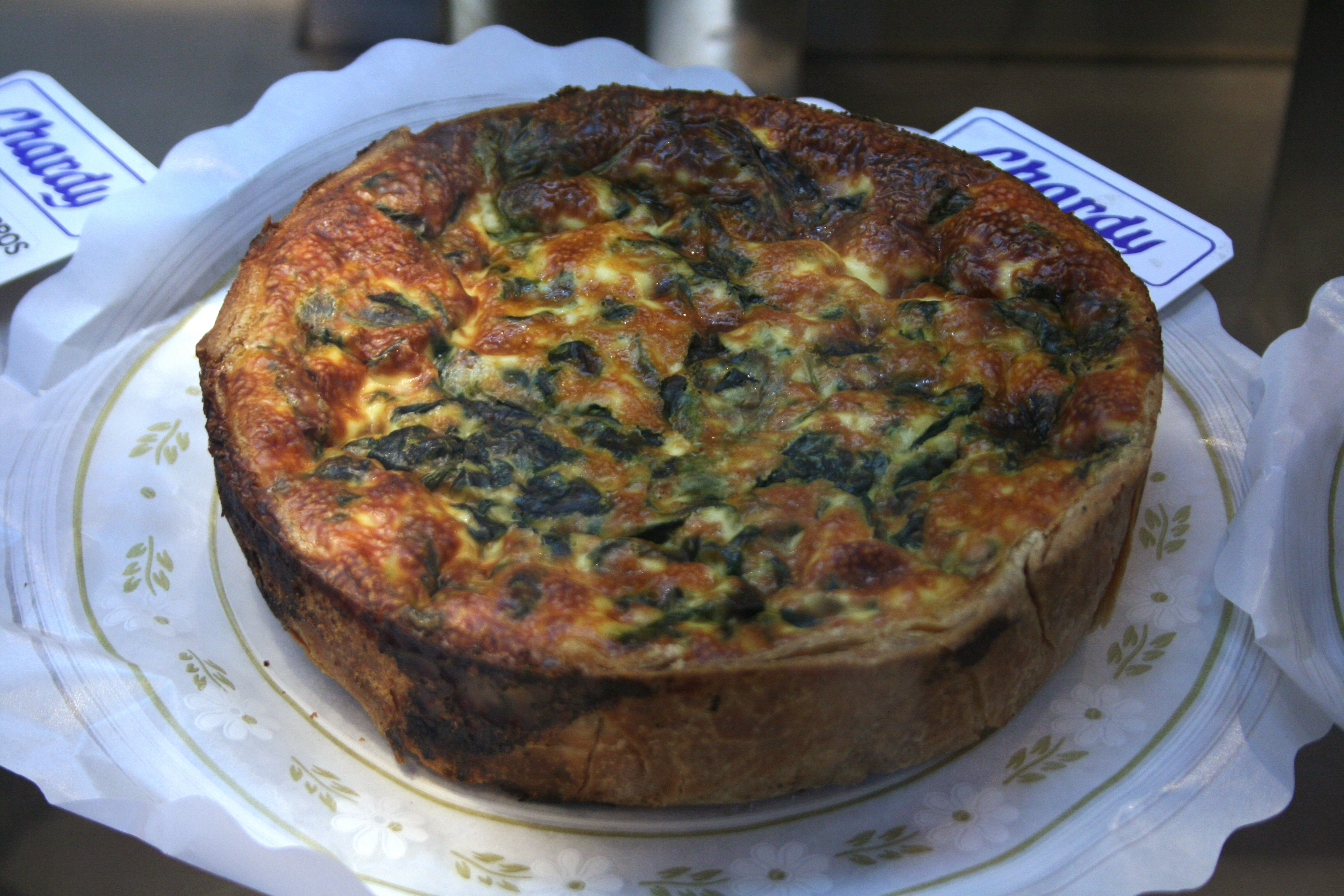
Quiche lorraine

A quiche (/ˈkiːʃ/) egy klasszikus francia étel: omlós tésztaágyon elhelyezett, gazdag feltéttel megpakolt, tejszínes tojással összesütött lepény.

## Története
A quiche a francia konyha hagyományos étele, jó tulajdonságai népszerűvé teszik az egész világon. Előre elkészíthető, melegen és hidegen is fogyasztható, kiválóan melegíthető és könnyen csomagolható. Eredete Németországba vezet, ahol a német határ közelében vasserpenyőben készítették. Neve a német kuchen (=sütemény) szóból franciásodott quiche-re. A quiche a második világháború után vált népszerűvé Angliában, az USA-ban pedig az 1950-es években. Mára már egész Franciaországban elterjedt és közkedvelt étel, mivel szinte minden maradék alapanyagból, gyorsan elkészíthető a család ízlése szerint.

## A tészta
A tészta eredetileg a klasszikus omlós-vajas tészta, de ha nagyon nem megy az összeállítása, segítségül beletehetünk egy tojássárgáját. Az nagyon fontos, hogy gyorsan és hideg hozzávalókkal dolgozzunk, mert csak akkor lesz omlós a tészta. Ha nincs kedvünk a gyúrótáblával bíbelődni, akkor egyenesen a tepsiben is nyújthatjuk a tésztát. Az elősütéshez fedjük le a tésztát sütőpapírral és tegyünk rá valamilyen nehezéket, így nem fog felpúposodni, és a töltelék egyenletesen elosztható rajta. Melegen fogyasztva a legfinomabb, de hidegen is nagyon finom.
A legismertebb quiche a klasszikus quiche lorraine, mely viszonylag kevés hozzávalót igényel. Kell bele jó minőségű húsos szalonna, tojás, magas zsírtartamú tejföl. Az eredeti quiche nem tartalmaz sajtot. Ha egy kevés hagymát is adunk az előzőkhöz, akkor már quiche alsacienne-ről, azaz elzászi quiche-ről van szó. Ha egy kis kemény sajttal gazdagítjuk, akkor megint egy másfajta quiche az eredmény. Ami viszont minden quiche-nél azonos, az a tejszínes-tojásos szósz, amivel a „belevalókat” leöntjük vagy elkeverjük. Ez fogja össze az egészet.
A quiche-ben az is nagyon szerethető, hogy igazából egész évben elkészíthető, az éppen aktuális zöldségek felhasználásával. Kerülhet bele paprika, paradicsom, póréhagyma, cukkini, spenót vagy akár gomba is. A zöldségeken kívül gazdagíthatjuk pirított csirkemellel, darált hússal, de tehetünk bele kagylót, rákot, sonkát vagy olasz szalámit. Jóformán bármit bele lehet tenni. A krémbe kerülhet túró, krémsajt, mascarpone, zabpehely. A fűszerezést is kedvünk szerint variálhatjuk: őrölt borssal, szerecsendióval, fehér borssal, római köménnyel, curryvel, fokhagymával is gazdagíthatjuk.